# 1906 Naef
1906 Naef (1972 RC) là một tiểu hành tinh vành đai chính được phát hiện ngày 5 tháng 9 năm 1972 bởi P. Wild ở Zimmerwald.